# Daniel Geale
Daniel Geale (26. februar 1981) er en australsk professionel bokser. Han vandt Ocean Mastership og Commonwealth Games. Han er tidligere World Boxing Association (WBA) og International Boxing Federation (IBF) mellemvægtsmester.
Han begyndte at bokse som en professionel i 2004. Han vandt International Boxing Organization titlen i 2007 mod Gary Comer. Han forsvarede titlen fem gange indtil han mistede den mod Anthony Mundine. Efter at have vundet over mellemvægtskæmperen Roman Karmazin, kæmpede han mod Sebastian Sylvester, som forsvarede International Boxing Federation titlen. Geale vandt kampen og forenede International Boxing Federation titlen og World Boxing Association titlen efter en kamp mod Felix Sturm. Derefter forsvarede han sin titel mod Anthony Mundine, som havde slået ham i 2009.
Efter dette tabte han til store navne som Darren Barker, Gennady Golovkin og Miguel Cotto.